# Ларікова Людмила Анатоліївна
Людмила Анатоліївна Ларікова (нар. 13 квітня 1961, Дніпродзержинськ) — українська бандуристка, співачка (сопрано), народна артистка України (1999).

## Життєпис
Народилася 13 квітня 1961 р. в м. Дніпродзержинську (Україна).
Навчалася у Київській консерваторії на оркестровому факультеті по класу бандури, яку закінчила 1986 р.
У 1983 р., разом з Лідією Зайнчківською та Ольгою Калиною стала учасницею тріо бандуристок, створеного народним артистом України, професором консерваторії С. В. Баштаном, у якому працювала до 2008 р. У 1987-му це тріо дістало назву Вербена.
Вокалу в консерваторії навчалася в народної артистки України, професора З. П. Христич (1982—1986). Пізніше брала приватні уроки у заслуженої артистки України Л. Б. Новікової (Київ) та у В. В. Рей-Кльонової (Москва). Здобула перші премії Республіканського Конкурсу виконавців на українських народнрих інструментах (Івано-Франківськ, 1988) та 1-го Міжнародного конкурсу ім. Г. Хоткевича (Київ, 1993).
1999 року отримала звання народної артистки України.
З 2008 р. — студентка вокального факультету Російської академії музики імені Гнесіних, де вдосконалювала виконавську майстерність у класі вокалу В. В. Громової (2008—2010), класі народної артистки Російської Федерації Л. Г. Іванової (2010—2017і) та професора М. Н. Бер (клас камерного співу)
2017 р. закінчила магістратуру при РАМ ім. Гнесіних.
Солістка Черкаської обласної філармонії.
Викладачка вокалу кафедри бандури Національної музичної академії України ім. П. І. Чайковського.